# Prestonia amabilis
Prestonia amabilis är en oleanderväxtart som beskrevs av J.F.Morales. Prestonia amabilis ingår i släktet Prestonia och familjen oleanderväxter. Inga underarter finns listade i Catalogue of Life.